# Сільський округ Аскара Токпанова
Сільський округ Аска́ра Токпа́нова (каз. Асқар Тоқпанов ауылдық округі, рос. Сельский округ Аскара Токпанова) — адміністративна одиниця у складі Ілійського району Алматинської області Казахстану. Адміністративний центр — село Аскар Токпанов.
Населення — 18216 осіб (2021; 9530 у 2009, 4986 у 1999, 4262 у 1989).

## Історія
Станом на 1989 рік існувала Казциківська сільська рада (села КазЦИК, Комсомол, Косозен). Пізніше село Косозен увійшло до складу Караойського сільського округу. 2015 року до складу сільського округу була включена територія площею 2,57 км² ліквідованого Первомайського сільського округу та територія площею 2,45 км² Боралдайської селищної адміністрації. До 2024 року сільський округ називався Казциківським.

## Склад
До складу округу входять такі населені пункти:
| Населений пункт      | Населення, осіб (1989) | Населення, осіб (1999) | Населення, осіб (2009) | Населення, осіб (2021) |
| -------------------- | ---------------------- | ---------------------- | ---------------------- | ---------------------- |
| Аскар Токпанов, село | 2950                   | 3481                   | 7704                   | 14499                  |
| Жайнак, село         | 1312                   | 1505                   | 1826                   | 3717                   |